# Péronnas
Péronnas es una comuna francesa situada en el departamento de Ain, en la región de Auvernia-Ródano-Alpes. 

## Geografía
Forma parte de la aglomeración urbana de Bourg-en-Bresse.
El bosque de Seillon ocupa una gran parte de la superficie municipal.

## Demografía
| 1578 | 1861 | 1652 | 2272 | 3223 | 4575 | 5352 | 5534 | 6106 | 6109 | 6520 |
| Para los censos de 1962 a 1999 la población legal corresponde a la población sin duplicidades (Fuente: INSEE [Consultar]) |      |      |      |      |      |      |      |      |      |      |

## Lugares y monumentos
- Vestigios de la cartuja de Seillon
- Tres castillos: el de la Vernée, el de la Bécassinière y el más antiguo, el de Saix.